# Кароол (Ошская область)
Кароол (кирг. Кароол) — село в Узгенском районе Ошской области Кыргызстана. Входит в состав Кароолского аильного округа. Код СОАТЕ — 41706  255 832 01 0

## Название
Название означает «сторожевой пункт», «разведывательный отряд», от глагола кара «смотреть» (ср. в русском языке тюркизм караул).

## Население
По данным Национального статистического комитета Кыргызской Республики, по состоянию на начало 2023 года в селе проживало 4618 человек.

## География
В селе Кароол имеется ремесленная мастерская, включённая в один из туристических маршрутов по Кыргызстану, и профессиональный лицей № 38.